# Kirche der Überführung der Reliquien des Heiligen Stefan (Vranjak)
Die Kirche der Überführung der Reliquien des Hl. Erstmärtyrers und Erzdiakons Stefan (serbisch: Црква Преноса моштију Светог првомученка и архиђакона Стефана, Crkva Prenosa moštiju Svetog prvomučenika i arhiđakona Stefana) im Dorf Vranjak in der Opština Modriča ist eine serbisch-orthodoxe Kirche im nördlichen Bosnien und Herzegowina.
Die von 2007 bis 2009 erbaute Friedhofskirche gehört zur Pfarrei Vranjak im Dekanat Modriča-Gradačac der Eparchie Zvornik-Tuzla der Serbisch-Orthodoxen Kirche. Die Kirche ist der Überführung der Reliquien des Hl. Erstmärtyrers und Erzdiakons Stefan geweiht.

## Lage
Die Kirche steht auf dem Serbisch-orthodoxen Dorffriedhof Njivice des um die 1.500 Einwohner zählenden Dorfes. Der Friedhof Njivice ist einer von insgesamt fünf Serbisch-orthodoxen Friedhöfen des Ortes. Das Dorf Vranjak befindet sich in der Opština Modriča im nördlichen Bosnien am rechten Ufer des Flusses Bosna und an den westlichen Hängen des Gebirges Trebava.
Die Opština Modriča liegt in der Republika Srpska, dem überwiegend serbisch bewohnten Landesteil Bosniens und der Herzegowina.

## Geschichte und Architektur
Die Ktitoren (Stifter) der Kirche sind das Ehepaar Milorad und Ruža Savić aus dem Dorf. Das Ehepaar wollte mit dem Bau der Kirche seinem Heimatdorf ein Geschenk machen und möchte in der Kirche bestattet werden. Der Bau der Kirche kostete das Ehepaar Savić 80.000 KM (40.000 Euro). Das Bauland zum Kirchbau schenkte die Familie Stjepanović.
Der Bau der einschiffigen Kirche mit den Baudimensionen 11 × 5 m begann im Jahre 2007. Die Kirche ist aus Ziegeln erbaut und das Dach ist ebenfalls mit Ziegelplatten abgedeckt. Die Kirche besitzt eine Altar-Apsis im Osten und einen Kirchturm mit einer Kirchglocke im Westen. Um die Kirche erstreckt sich ein kleiner umzäunter Kirchhof. Hinter der Kirche steht ein Holzkreuz.
Nach zweijähriger Bauzeit wurde die Kirche fertiggestellt und am 13. September 2009 vom damaligen Bischof der Eparchie Zvornik-Tuzla Vasilije Kačavenda und mehreren weiteren Geistlichen der Serbisch-orthodoxen Kirche feierlich eingeweiht.
Die Kirche ist im Inneren nicht mit Fresken bemalt. Die Ikonostase aus Eichenholz fertigte Aleksandar Ninković aus der Gemeindehauptstadt Modriča an. Die Ikonen malte die Ikonenmalerin Nina Petković ebenfalls aus Modriča.

## Pfarrei
Derzeitiger Priester der Kirche ist der zuständige Pfarreipriester der Pfarrei Vranjak Slobodan Tošić. Die Kirche ist die jüngste der drei heutigen Serbisch-orthodoxen Kirchen des Ortes. Im 19. Jahrhundert stand im Dorf eine Holzkirche, die im Laufe der Zeit zerstört wurde.
Im Dorf Vranjak stehen neben der Kirche der Überführung der Reliquien des Hl. Erstmärtyrers und Erzdiakons Stefan auch noch zwei weitere Serbisch-orthodoxe Kirchengebäude. Die Pfarreikirche Hl. Großmärtyrer Georg, erbaut von 1957 bis 1959, und die Filiale Mariä-Schutz-und-Fürbitte-Kirche, erbaut von 2001 bis 2004.

## Quelle
- Artikel über die Kirche auf der Seite des Dekanates, (serbisch)
- Artikel über die Kircheinweihung auf der Seite Vranjak.net, (serbisch)

Koordinaten: 44° 54′ 22,3″ N, 18° 12′ 31,1″ O